# Ruotak
Ruotak är en sjö i Arjeplogs kommun i Lappland och ingår i Skellefteälvens huvudavrinningsområde. Sjön har en area på 0,227 kvadratkilometer och ligger 421,1 meter över havet.
Sjön har fått sitt namn av det samiska ordet ruotak som betecknar en sik av mindre storlek.

## Delavrinningsområde
Ruotak ingår i det delavrinningsområde (732194-158531) som SMHI kallar för Utloppet av Uddjaure. Medelhöjden är 440 meter över havet och ytan är 502,68 kvadratkilometer. Räknas de 331 avrinningsområdena uppströms in blir den ackumulerade arean 5 715,83 kvadratkilometer. Avrinningsområdets utflöde Skellefteälven mynnar i havet. Avrinningsområdet består mestadels av skog (44 procent). Avrinningsområdet har 251,66 kvadratkilometer vattenytor vilket ger det en sjöprocent på 48,8 procent.